# Gianfranco Geromel
Gianfranco Geromel (Seregno, 1º novembre 1948) è un ex calciatore italiano, di ruolo portiere.

## Carriera

Geromel respinge il rigore di Causio in Ternana-Juventus (2-3) del 29 aprile 1973; il bianconero troverà ugualmente il gol su ribattuta.

Cresciuto nella Tevere Roma, esordì in Serie A nella stagione 1972-1973, il 24 dicembre 1972, a 24 anni, difendendo la porta della Ternana nell'incontro perso in trasferta con la Juventus per 2-0. Nella partita di ritorno del 29 aprile 1973 (2-3), rimane famoso l'episodio del rigore che l'arbitro decise di concedere ai bianconeri sul punteggio di 1-2, per un tocco in area del capitano rossoverde Marinai su Savoldi: Geromel riuscì a respingere la massima punizione battuta da Causio, anche se non impedì allo juventino di tornare sul pallone e ribattere a rete.
Con la maglia della Ternana giocò fino all'estate 1974, per poi essere ingaggiato dal Modena, in Serie C. Con la squadra emiliana ottenne la promozione in cadetteria nella stagione 1974-1975, disputando 33 incontri di campionato.
La sua carriera si interruppe per un incidente di gioco occorsogli in una partita contro il Genoa nel 1976, quando, dopo uno scontro con il centrocampista rossoblu Maselli, riportò un serio infortunio a una gamba; nonostante un lungo periodo di convalescenza, non riuscì a recuperare la perfetta efficienza fisica, decidendo quindi di abbandonare prematuramente l'attività agonistica.

## Palmarès

### Club

#### Competizioni nazionali
- Serie C: 1

Modena: 1974-1975